# Ameles persa
Ameles persa es una especie de mantis de la familia Mantidae.

## Distribución geográfica
Se encuentra en Afganistán e Irán.